# Ugutz
Ugutz est un prénom masculin basque. 
L'équivalent du prénom Ugutz est « Bautista » en espagnol ou « Baptiste » en français.
La variante est Batista.

## Prénom
- Pour l'ensemble des articles sur les personnes portant ce prénom, consulter :
  - la liste des articles dont le titre commence par ce prénom
  - les listes produites par Wikidata : Liste des personnes de prénom « Ugutz » — même liste en incluant les éventuels prénoms composés qui contiennent « Ugutz ».